# Norman Grosvenor
Le capitaine Norman de l'Aigle Grosvenor (22 avril 1845 – 21 novembre 1898), est un homme politique britannique du Parti Libéral.

## Biographie
Membre de la famille Grosvenor, dirigée par le Duc de Westminster, il est un des plus jeunes fils de Robert Grosvenor (1er baron Ebury), troisième fils de Robert Grosvenor (1767-1845). Robert Grosvenor (2e baron Ebury), est son frère aîné. Il est élu à l'unanimité en décembre 1869 en tant que député pour Chester, succédant à son cousin le comte de Grosvenor, qui est devenu pair. Il ne se représente pas aux Élections générales britanniques de 1874.
Il épouse Caroline Stuart-Wortley, fille de James Stuart-Wortley, en 1881. Elle est une romancière et artiste. Une de leurs filles, Susan Charlotte Grosvenor (en), s'est mariée à John Buchan, 1er baron Tweedsmuir. Grosvenor est décédé en novembre 1898, âgé de 53 ans. Son épouse est décédée en août 1940.